# 315 Konstancija
315 Konstancija (mednarodno ime je 315 Constantia) je asteroid v glavnem asteroidnem pasu. 
Pripada družini asteroidov Flora.

## Odkritje
Asteroid je odkril avstrijski astronom J. Palisa 4. septembra 1891 na Dunaju . 

## Lastnosti
Asteroid Konstancija obkroži Sonce v 3,36 letih. Njegova tirnica ima izsrednost 0,168, nagnjena pa je za 2,426° proti ekliptiki. 
O asteroidu je zelo malo znanega.